# Якуб Гоффман
Гоффман Якуб (пол. Hoffman Jakub; 19 березня 1896, Коломия, нині Івано-Франківська обл. ― 27 грудня 1964, Лондон) — польський історик, етногрф, політичний і культурний діяч, педагог. Дослідник Волині.

## Життєпис
Якуб Гоффман народився в Коломиї в родині вчителів. Закінчив гімназію у м. Ясло. Через невеликі статки сім'ї вищої освіти не здобув. Займався самоосвітою.
У 1914—1917 роках — учасник Першої світової війни у складі шостого батальйону Першої Бригади Легіонів Ю. Пілсудського. Після поранення повернувся до військових лав. Був учасником польсько-радянської війни.
Після демобілізації навчався у Кракові на вищих учительських курсах. Працював на території Білорусі, займався розбудовою освітніх установ.
У 1923—1940 роках — вчителював у Рівному.
З 1924 рр. — делегат Археологічного музею Варшави у Волинському воєводстві.
У 1935 році — співзасновник Волинського товариства приятелів наук у Луцьку.
У 1935—1938 роках був послом до Польського Сейму.
У 1940 році був депортований із сім'єю до Горьковської області (РФ), працював на вирубці лісу і на будівництві залізниці. У 1941—1942 роках заарештований службою НКВС, перебував у слідчому ізоляторі. Був звільнений завдяки втручанню польського посольства.
Після амністії, у 1942—1943 роках був представником посольства Польщі у складі Шостої дивізії піхоти генерала В. Андерса.
У 1944—1950 роках — з польською місією перебував в Ірані, Уганді, Кенії, Танганьїці.
Отримав багато військових і цивільних урядових нагород.
З 1950 року мешкав у Лондоні. У 1962—1967 роках очолював Польське наукове товариство на еміграції, був членом Польського історичного товариства у Великій Британії.
Похований у Лондоні на кладовищі в Хампстеді.

### Я. Гоффман і Рівненщина
У 1923—1940 роках мешкав і працював у Рівному. Був організатором краєзнавчої роботи. 1923—1935 роках — голова правління Волинського округу Польської спілки вчителів. Викладав у Повшехній (загальноосвітній) школі ім. Ю. Словацького, працював директором у Повшехній школі ім. королеви Ядвіги.
З 1924 року був представником польського Товариства охорони доісторичних пам'яток у Волинському воєводстві. Збирав відомості про доісторичні пам'ятки на території воєводства, організовував охорону місць, на яких відкриті пам'ятки. У 1924 році обстежив городище біля с. Новомильськ поблизу Здолбунова (нині Рівненська обл.), де колись було давньоруське місто Мильськ (1151 р.), зібрав давньоруську кераміку ХІІ ст. У 1929 році під час рокопок поблизу с. Стадники знайшов кам'яну гробницю та уламки посуду стжижовської культури. У 1931 році у с. Стежок поблизу Шумська віднайшов давньоруську кераміку ХІІ-ХІІІ ст., 1933 р. — провів розкопки кургану біля с. Бечаль, де розшукав кераміку ХІ ст.
Збирав пам'ятки, знайдені і добуті із землі приватними особами для Археологічного музею у Варшаві. Так було придбано скарб давньоруських срібних речей (три виті шийні гривні та дві намистини), знайдених у 1933 р. поблизу с. Козлин.
Був ініціатором створення музею господарства Волині, який відкрився у 1936 році у Рівному і діяв до 1939 року. Завданням музею було пропагування сільськогосподарської сфери Волинського воєводства, розвитку промисловості, народних ремесел.
Започаткував випуск щорічника «Рочника Волинського» («Rocznik Wołyński») — періодичного видання, матеріали якого використовували вчителі у школі. У 1930—1939 рр. видав вісім томів цього збірника, був його редактором, сам писав статті, залучив до співпраці багатьох науковців Польщі, чиї професійні інтереси були пов'язані з Волинню. «Рочник Волинський» був джерелом інформації про історію, культуру і природу Волинської землі.
|              | Якщо вже працюєш у цьому краї – мусиш краще його пізнати, а значить – свої знання передати дітям |
| — Я. Гоффман |                                                                                                  |

Коло наукових інтересів Я. Гофмана було пов'язане з геральдикою Волині та археологією. Проводив обстеження археологічних пам'яток на Волині, звіти про які тепер знаходяться в Рівненському обласному державному архіві. Частина архіву Я. Гофмана — у фондах краєзнавчих музеїв Рівного і Луцька.
Зібрав колекцію волинських писанок та народних українських вишиванок, яка зараз зберігається у Волинському краєзнавчому музеї (м. Луцьк).
У 1938 році опублікував книгу «Przewodnik po Wołyniu» (Warszawa: Związek Polskich Towarzystw Turystycznych).

## Сім'я
- Дружина — Ядвіга Хоффман (28.01.1896, м. Краків — 7.03.1944, м. Тегеран). Під час перебування у Рівному була вчителькою польської мови, історії у Рівненській гімназії[6].

## Увічнення пам'яті
- іменем Якуба Гоффмана названа одна з вулиць Рівного[7]